# Lush Interlude
| Recensione | Giudizio |
| ---------- | -------- |
| AllMusic   |          |

Lush Interlude è un album del bandleader e pianista statunitense di jazz Stan Kenton, pubblicato dalla casa discografica Capitol Records nel gennaio del 1959.

## Tracce

### LP
Lato A (T1-1130)
1. Interlude – 4:21 (musica: Pete Rugolo) – Registrato il 14 luglio 1958
2. Collaboration – 4:21 (musica: Stan Kenton, Pete Rugolo) – Registrato il 14 luglio 1958
3. Opus in Pastels – 4:04 (musica: Stan Kenton) – Registrato il 15 luglio 1958
4. A Theme for My Lady – 3:34 (musica: Pete Rugolo) – Registrato il 15 luglio 1958
5. Artistry in Bolero – 3:34 (musica: Pete Rugolo) – Registrato il 14 luglio 1958

Lato B (T2-1130)
1. Concerto to End All Concertos – 6:37 (musica: Stan Kenton) – Registrato il 14 luglio 1958
2. Machito – 2:51 (musica: Pete Rugolo) – Registrato il 15 luglio 1958
3. Theme to the West – 4:39 (musica: Stan Kenton, Pete Rugolo) – Registrato il 15 luglio 1958
4. Lush Waltz – 4:14 (musica: Pete Rugolo) – Registrato il 15 luglio 1958
5. Artistry in Rhythm – 4:35 (musica: Stan Kenton) – Registrato il 14 luglio 1958

- Durata brani (non accreditati sull'album originale), ricavati dalla ristampa pubblicata dalla Creative World Records (ST-1005)

## Musicisti
Interlude / Collaboration / Artistry in Bolero / Concerto to End All Concertos / Artistry in Rhythm
- Stan Kenton – pianoforte, direzione orchestra
- Milt Bernhart – trombone
- Bob Fitzpatrick – trombone
- Kent Larsen – trombone
- Jim Amlotte – trombone
- Kenny Shroyer – trombone
- Bud Shank – flauto contralto, ottavino
- Laurindo Almeida – chitarra
- Larry Bunker – percussioni
- Frank Flynn – percussioni
- Don Bagley – contrabbasso
- Joe Mondragon – contrabbasso
- Dan Lube – violino
- Nathan Ross – violino
- Paul Shure – violino
- Marshall Sosson – violino
- Erno Neufeld – violino
- Israel Baker – violino
- Lou Raderman – violino
- Murray Kellner – violino
- Lew Klass – violino
- Benny Gill – violino
- Al Lustgarten – violino
- David Frisina – violino
- Sanford Schonbach – viola
- Alex Neimann – viola
- Virginia Majewski – viola
- David Sterkin – viola
- Armand Kaproff – violoncello
- Kurt Reher – violoncello
- Joseph Saxon – violoncello
- Robert La Marcina – violoncello
- Pete Rugolo – arrangiamenti

Opus in Pastels / A Theme for My Lady / Machito / Theme to the West / Lush Waltz
- Stan Kenton – pianoforte, direzione orchestra
- Milt Bernhart – trombone
- Bob Fitzpatrick – trombone
- Kent Larsen – trombone
- Jim Amlotte – trombone
- Kenny Shroyer – trombone
- Bud Shank – flauto contralto, ottavino
- Laurindo Almeida – chitarra
- Larry Bunker – percussioni
- Shelly Manne – percussioni
- Red Mitchell – contrabbasso
- Joe Mondragon – contrabbasso
- Dan Lube – violino
- Nathan Ross – violino
- Paul Shure – violino
- Marshall Sosson – violino
- Erno Neufeld – violino
- Israel Baker – violino
- Lou Raderman – violino
- Murray Kellner – violino
- Lew Klass – violino
- Benny Gill – violino
- Al Lustgarten – violino
- David Frisina – violino
- Sanford Schonbach – viola
- Alex Neimann – viola
- Virginia Majewski – viola
- David Sterkin – viola
- Armand Kaproff – violoncello
- Kurt Reher – violoncello
- Eleanor Slatkin – violoncello
- Robert La Marcina – violoncello
- Pete Rugolo – arrangiamenti

Note aggiuntive
- Lee Gillette – produttore
- Phil Fahs – foto copertina album originale
- Registrazioni effettuate nell'agosto° 1958 a Hollywood, California (come da note retrocopertina album originale)°[3]